# Herodian
Herodian (griechisch Herodianos, lateinisch Herodianus, deutsch Herodian; * wohl um 175; † vermutlich um 250) war ein griechischsprachiger römischer Geschichtsschreiber des ausgehenden Prinzipats. Er schrieb ein Geschichtswerk in acht Büchern über die Jahre von 180 bis 238. Die Darstellung reicht vom Tode des Kaisers Mark Aurel und dem Regierungsantritt des Commodus bis zum Beginn der Herrschaft Kaisers Gordians III. Im Mittelpunkt steht damit die Geschichte der Severer.

## Leben
Lebensdaten und -stationen von Herodian sind nicht bekannt. Externe Quellen zu seiner Person fehlen völlig; sämtliche Anhaltspunkte zu seiner Person müssen aus seinem erhaltenen Werk geschlussfolgert werden. In der Einleitung schreibt er, dass er während seiner Tätigkeiten im kaiserlichen und stattlichen Dienst an einigen der von ihm geschilderten Ereignisse persönlich beteiligt war. In welchem Rang er diese Tätigkeiten ausübte, ist jedoch wiederum unklar. Teilweise wird angenommen, dass er als ein kaiserlicher Freigelassener in der niederen Verwaltung tätig war.
Ein großer Diskussionspunkt in der Forschung ist die Frage nach Herodians Herkunft. Die drei Regionen, die dafür hauptsächlich infrage kommen, sind Syrien, Ägypten (speziell Alexandria) und Kleinasien. Im Fall von Alexandria wurde angeführt, dass Herodian in seinem Werk eine auffallend ausführliche Schilderung des Massakers liefert, das Kaiser Caracalla in der Stadt und an ihren Einwohnern verübte. Davon ausgehend wurde sogar angenommen, dass er Augenzeuge dieser Ereignisse war. Allerdings lassen sich auch einige inhaltliche Fehler in seinen Aussagen zu Alexandria nachweisen, die schlecht erklärbar wären, wenn es sich um seine Heimat gehandelt hätte. Ähnlich ist die Argumentation für die Hypothese einer syrischen Herkunft: Herodian äußert sich mehrfach über die Syrer und beurteilt sie positiv, andererseits unterliefen ihm einige grundlegende Fehler in seinen Ausführungen über Ereignisse in dieser Region. Letzteres ist der Grund, warum mittlerweile vielfach einer Herkunft aus Kleinasien der Vorzug gegeben wird: Nicht nur erwähnt Herodian Städte und Regionen in diesem Teil des Römischen Reiches ausgesprochen häufig in seinem Text, seine Informationen dazu sind zudem frei von grundlegenden faktischen Fehlern. Die Kleinasien-Hypothese wurde Mitte des 20. Jahrhunderts erstmals vertreten und wird mittlerweile in weiten Teilen der Forschung als wahrscheinlichste akzeptiert.

## Bedeutung
Herodians Geschichtswerk mit dem Titel Geschichte des Kaisertums nach Markos (griechisch Τῆς μετὰ Μάρκον βασιλείας ἱστορία) wurde in der Forschung traditionell sehr kritisch betrachtet. Es wurde sogar als „mehr eine Art historischer Roman als ein Geschichtswerk“ bezeichnet. Insbesondere in den früheren Abschnitten ist es in der Tat nicht zuverlässig, da Herodian nicht alle seine Quellen sorgfältig prüfte und offenbar auch manches Detail erfand, zumal er kaum Zugriff auf offizielle Akten gehabt haben wird. Aus heutiger Sicht gilt er als moralisierend – beispielsweise durch seine Bezugnahme auf den als Idealkaiser stilisierten Mark Aurel – und tendenziös; allerdings gilt das Werk auch als facettenreich und ist in literarischer Hinsicht nicht ohne Reiz. Der Wert des Berichts über Elagabal wird heute manchmal höher eingeschätzt als der von Cassius Dio. Meist wird allerdings mit Frank Kolb angenommen, Herodian sei für die Schilderung der Ereignisse bis 228/29 stark von Cassius Dio abhängig, das Ausmaß dieser Abhängigkeit ist in der neueren Forschung aber umstritten.
Auch ansonsten ist Herodian, gerade für die Zeit nach 229, eine nicht unwichtige Quelle; da Dios Werk nicht vollständig erhalten ist, gilt dies teils auch für die Jahre davor. Zugleich aber stellt Herodians Werk die althistorische Forschung vor diverse Probleme. Seine Angaben sollten deshalb stets mit großer Vorsicht behandelt werden, auch wenn in jüngerer Zeit die Meinung vertreten wird, Herodians Werk unterscheide sich im Grunde weniger als angenommen von dem anderer antiker Geschichtsschreiber und biete bei entsprechend zurückhaltender Benutzung wichtige Informationen.
Spätantike Historiker wie Ammianus Marcellinus und der unbekannte Verfasser der Historia Augusta haben Herodian als Quelle genutzt. Wann genau Herodians Werk entstand, ist dabei unklar, wahrscheinlich wurde es erst nach dem Tod Kaiser Gordians III. (244) verfasst, aber nicht wesentlich später. Ein Zusammenhang mit der 1000-Jahr-Feier Roms im Jahr 248 ist möglich, aber auch eine Entstehung um 260 wird diskutiert. Oft wird vermutet, dass Herodian die Herrschaft des Commodus, mit der seine Darstellung beginnt, noch selbst erlebt hatte. Mit dem Ende des von Herodian behandelten Zeitraums beginnt dann eine Phase der römischen Geschichte bis Ammianus Marcellinus, über die man nur durch späte und großteils noch weitaus unzuverlässigere Geschichtswerke Kenntnis hat, nicht aber durch zeitgenössische Berichte.

## Ausgaben und Übersetzungen
- Carlo M. Lucarini (Hrsg.): Herodianus: Regnum post Marcum. Saur, München/Leipzig 2005, ISBN 3-598-71282-0 (maßgebliche kritische Edition)
- Friedhelm L. Müller (Übers.): Herodian. Geschichte des Kaisertums nach Marc Aurel. Stuttgart 1996 (nicht ganz fehlerfreie Edition und Übersetzung)
- Adolf Stahr (Übers.): Herodian’s Geschichte des römischen Kaiserthums seit Marc Aurel. Stuttgart 1858 (online)
- Charles R. Whittaker (Hrsg.): Herodian (Loeb Classical Library). 2 Bände, Heinemann, London 1969–1970 (griechischer Text mit ausgezeichneter Einleitung, englischer Übersetzung und Kommentar)